# Formel-750-Saison 1973
Die Formel-750-Saison 1973 war die erste in der Geschichte der Formel-750-Meisterschaft und wurde von der FIM als Preis der FIM veranstaltet.
Bei sieben Veranstaltungen wurden zehn Rennen ausgetragen.

## Punkteverteilung
| Punktewertung | Punktewertung | Punktewertung | Punktewertung | Punktewertung | Punktewertung | Punktewertung | Punktewertung | Punktewertung | Punktewertung | Punktewertung |
| ------------- | ------------- | ------------- | ------------- | ------------- | ------------- | ------------- | ------------- | ------------- | ------------- | ------------- |
| Platz         | 1             | 2             | 3             | 4             | 5             | 6             | 7             | 8             | 9             | 10            |
| Punkte        | 15            | 12            | 10            | 8             | 6             | 5             | 4             | 3             | 2             | 1             |

In die Wertung kamen die fünf besten erzielten Resultate. Wurden bei einer Veranstaltung mehrere Läufe ausgetragen, so ergaben sich die Punkte aus der Addition der Zeiten beider Läufe.

## Wissenswertes
- Der Lauf in Schweden fand im Rahmen des Großen Preises von Schweden der Motorrad-Weltmeisterschaft statt.
- Gefahren wurde mit 350-cm³-Zweitaktern oder 750-cm³-Viertaktmotorrädern.
- In Silverstone tauschte Barry Sheene zwischen den beiden Läufen sein Motorrad. Er wurde daraufhin für den zweiten Lauf von der Wertung ausgeschlossen und verlor damit die acht Punkte für Rang drei. Die nachfolgenden Fahrer wurde jeweils um einem Platz heraufgestuft.
- In Hockenheim wurde die ursprüngliche Wertung, nach der die Addition der Zeiten der beiden Läufe für die Punkteverteilung herangezogen wurde, von Suzuki angefochten. Daraufhin wurde ein neues System angewandt, das Punkte für jeden Lauf vergab, deren Addition die Gesamtwertung ergab.

## Rennergebnisse
|   | Datum  | Rennen               | Strecke          | Platz 1          | Platz 2         | Platz 3         |
| - | ------ | -------------------- | ---------------- | ---------------- | --------------- | --------------- |
| 1 | 15.04. | 200 Meilen von Imola | Imola            | Jarno Saarinen   | Bruno Spaggiari | Kel Carruthers  |
| 1 | 15.04. | 200 Meilen von Imola | Imola            | Jarno Saarinen   | Walter Villa    | Bruno Spaggiari |
| 2 | 27.05. | Frankreich           | Clermont-Ferrand | Barry Sheene     | John Dodds      | John Williams   |
| 3 | 22.07. | Schweden             | Anderstorp       | Jack Findlay     | Stan Woods      | Barry Sheene    |
| 4 | 01.08. | Finnland             | Hämeenlinna      | Teuvo Länsivuori | Barry Sheene    | Jack Findlay    |
| 5 | 12.08. | Großbritannien       | Silverstone      | Paul Smart       | Yvon Duhamel    | Barry Sheene    |
| 5 | 12.08. | Großbritannien       | Silverstone      | Paul Smart       | John Dodds      | Jack Findlay    |
| 6 | 30.09. | Deutschland          | Hockenheim       | Jack Findlay     | Barry Sheene    | Stan Woods      |
| 6 | 30.09. | Deutschland          | Hockenheim       | Stan Woods       | Dieter Braun    | John Dodds      |
| 7 | 07.10. | Spanien              | Montjuïc         | John Dodds       | Barry Sheene    | Guido Mandracci |

## Fahrerwertung
| 1  | Barry Sheene       | Suzuki TR 750       | 51 (61) |
| 2  | John Dodds         | Yamaha TZ 350       | 47      |
| 3  | Jack Findlay       | Suzuki 750          | 45 (56) |
| 4  | Stan Woods         | Suzuki 750          | 41 (46) |
| 5  | Guido Mandracci    | Suzuki 750          | 26      |
| 6  | Teuvo Länsivuori   | Yamaha 350          | 23      |
| 7  | Jarno Saarinen (†) | Yamaha 350          | 15      |
|    | Paul Smart         | Suzuki 750          | 15      |
| 9  | Ron Chandler       | Triumph 750         | 13      |
| 10 | Bruno Spaggiari    | Ducati 750          | 12      |
| 11 | Walter Villa       | Kawasaki 750        | 10      |
|    | Peter Williams     | Norton 750          | 10      |
| 13 | Mick Grant         | Yamaha 350          | 8       |
|    | Dieter Braun       | Yamaha 350          | 8       |
| 15 | Werner Giger       | Yamaha 350          | 7       |
| 16 | Kel Carruthers     | Yamaha 350          | 6       |
|    | Michel Rougerie    | Harley-Davidson 750 | 6       |
|    | John Newbold       | Yamaha 350          | 6       |
|    | Alain Genoud       | Honda 750           | 6       |
| 20 | Gilbert Argo       | Honda 750           | 5       |
|    | Johnny Bengtsson   | Yamaha 350          | 5       |
|    | Bruno Kneubühler   | Yamaha 350          | 5       |
|    | Pat Mahoney        | Kawasaki 750        | 5       |
|    | Billie Nelson      | Yamaha 350          | 5       |

| 25 | Philippe Coulon      | Yamaha 350     | 5 |
| 26 | Werner Pfirter (†)   | Yamaha 350     | 4 |
|    | Percy Tait           | Triumph 750    | 4 |
|    | Roberto Gallina      | Honda 750      | 4 |
|    | Marcel Ankoné        | Yamsel 350     | 4 |
|    | Olivier Chevallier   | Yamaha 350     | 4 |
| 31 | David Nixon          | Triumph 750    | 3 |
|    | Eero Hyvärinen       | Yamaha 350     | 3 |
|    | Darryl Pendlebury    | Triumph 750    | 3 |
|    | Kork Ballington      | Yamaha 350     | 3 |
| 35 | Derek Chatterton     | Yamaha 350     | 2 |
|    | Michel Garnier       | Moto Guzzi 750 | 2 |
|    | Lars Påhlsson        | Yamaha 350     | 2 |
|    | Seppo Kangasniemi    | Yamaha 350     | 2 |
|    | Éric Offenstadt      | Kawasaki 750   | 2 |
|    | Víctor Palomo        | Yamaha 350     | 2 |
| 41 | Galeazzo Pederneschi | Yamaha 350     | 1 |
|    | Franz Kroon          | Yamaha 350     | 1 |
|    | Armando Toracca      | Honda 750      | 1 |
|    | Pekka Nurmi          | Yamaha 350     | 1 |
|    | Martin Sharpe        | BSA 750        | 1 |
|    | Klaus Leonhardt      | Yamaha 350     | 1 |
|    | Pentti Korhonen      | Yamaha 350     | 1 |

(Punkte in Klammern inklusive Streichresultate)

## Konstrukteurswertung
| 1  | Suzuki          | 60 (89) |
| 2  | Yamaha          | 52 (82) |
| 3  | Triumph         | 16      |
| 4  | Honda           | 15      |
| 5  | Ducati          | 12      |
| 6  | Norton          | 8       |
| 7  | Harley-Davidson | 6       |
| 8  | Kawasaki        | 5       |
| 9  | Yamsel          | 4       |
| 10 | Moto Guzzi      | 2       |
| 11 | BSA             | 1       |

(Die Konstrukteurswertung ist nicht offiziell, es wurde kein Herstellertitel vergeben. Punkte in Klammern inklusive Streichresultate)

## Verweise